# Getta baetifica
Getta baetifica là một loài bướm đêm thuộc họ Notodontidae. Nó là loài đặc hữu của miền tây slopes of the Andes in Colombia và Ecuador.
Ấu trùng ăn Passiflora macrophylla và Passiflora arborea.